# 耶誕魔力響叮噹
《耶誕魔力響叮噹》（英語：Spirited）是一部2022年美國聖誕主題歌舞片，由西恩·安德斯與約翰·莫里斯執導兼編劇，電影改編於查爾斯·狄更斯的小說《小氣財神》，由萊恩·雷諾斯、威爾·法洛和奧克塔維亞·斯賓塞主演。
《耶誕魔力響叮噹》2022年11月11日在美國有限上映，11月18日由Apple TV+發行。電影在影評界的口碑褒貶不一。

## 故事大要
過去幾個世紀，聖誕幽靈們一直在進行改造壞人的計畫，而他們遇上了克林·畢格斯，一位專門挖人隱私的媒體顧問，經常獲得名利不擇手段，聖誕幽靈決定徹底改造他。

## 演員
- 威爾·法洛飾演現在的聖誕幽靈（英语：Ghost of Christmas Present）／艾比尼澤·史古基，負責克林的聖誕幽靈，生前是狄更斯小說「小氣財神」的主角原型。
- 萊恩·雷諾斯飾演克林·畢格斯（Clint Briggs），一位媒體顧問，專門挖人隱私，製造爭議新聞的公司老闆。
  - 尼克·蒂羅齊（Nico Tirozzui）飾演8歲的克林。
  - 托馬斯·P·吉利斯（Thomas P. Gillis）飾演未來的克林。
- 奧克塔維亞·斯賓塞飾演金柏莉（Kimberly），克林的公司副經理以及重要助手。
- 蘇尼塔·瑪尼（英语：Sunita Mani）飾演邦妮/過去的聖誕幽靈（英语：Ghost of Christmas Past），聖誕幽靈之一，負責提供克林過去的資料。
- 帕特里克·佩奇（英语：Patrick Page）飾演雅各布·马利，小氣財神中的鬼魂，向克林警告有聖誕幽靈的出現。
- 洛倫·G·伍茲（Loren G. Woods）飾演未來的聖誕幽靈（英语：Ghost of Christmas Yet to Come），穿黑斗篷的樣子現身，平時不說話，替克林展示未來可能發生的狀況。
  - 崔西·摩根替未來的聖誕幽靈配音。
- 蘿絲·拜恩飾演布蘭斯基女士（Ms. Blansky），電影一開始耶誕幽靈改造的人。
- 茱蒂·丹契飾演路人（Walkwoman），電影中段一個路人。

## 製作
2019年9月20日，宣布《家有兩個爸》的西恩·安德斯和約翰·莫里斯將參與編劇和導演這部電影，並在他們的製作公司Two Grown Men和威爾·法洛和傑西卡·艾爾鮑姆（Jessica Elbaum）的製作公司「Gloria Sanchez Productions」以及萊恩·雷諾斯的「George Dewey of Maximum Effort」公司一起製作。次月，宣布蘋果公司贏得了電影版權的競爭性競標。此外，據報導，這部電影的人才花費超過6000萬美元，後來增加到7500萬美元。
除了最初的公告外，威爾·法洛和萊恩·雷諾斯還出演了主要角色。兩位演員在電影中的角色都賺了2000萬美元。2021年2月8日，奧克塔維亞·斯賓塞加入演員陣容，雷諾斯確認為主角，法洛飾演現在的聖誕幽靈。六月，蘇尼塔·瑪尼被選為過去的聖誕幽靈。

### 拍攝
主體拍攝於2021年7月7日開始。2021年10月18日，雷諾斯宣布拍攝結束。

## 評價
根据評論匯總网站爛番茄汇总的89篇评论文章，69%的评论家给予该作正面评价，平均打分为6.3分（满分10分）
在Metacritic上，根據25位影評人給予55分（滿分100分），這部電影獲得了「評價褒貶不一或一般」。

## 發行
電影將於2022年11月11日有限上映，隨後於11月18日在Apple TV+上發行。

## 外部連結
- 互联网电影数据库（IMDb）上《耶誕魔力響叮噹》的资料（英文）